# Kom, vandra genom gatorna
Kom, vandra genom gatorna är en psalm vars text är skriven av Holger Lissner och översatt till svenska av Per Harling. Musiken är skriven av Erik Sommer.

## Publicerad som
- Nr 813 i Psalmer i 2000-talet under rubriken "Verklighetsuppfattning, tillvaron som Guds skapelse".
- Nr 832 i Sång i Guds värld Tillägg till Svensk psalmbok för den evangelisk-lutherska kyrkan i Finland 2015 under rubriken "Skaparen - befriaren - livgivaren".